# 32483 Kumar
32483 Kumar è un asteroide della fascia principale. Scoperto nel 2000, presenta un'orbita caratterizzata da un semiasse maggiore pari a 3,061865 UA e da un'eccentricità di 0,082799, inclinata di 12,807240° rispetto all'eclittica. Ha un diametro di 8,164 km e un periodo di rotazione di 10,821 ore.